# Tour des Hauts-Murats
La tour des Hauts-Murats est une tour médiévale de Toulouse. Construite au IVe siècle, durant la période romaine, pour renforcer le rempart de la ville, elle est profondément restaurée au cours du Moyen Âge. Durant cette période, un nouveau rempart est reconstruit plus en avant de la tour, qui perd son importance militaire. C'est probablement à ce moment qu'elle devient une prison et reçoit son nom de « Aumurats » ou « Hauts-Murats » : la prison des Hauts-Murats devient alors une des prisons les plus redoutées de la ville. Au XIXe siècle, la prison est restructurée et devient une prison militaire, connue comme la prison Furgole. Les événements les plus dramatiques interviennent durant la Seconde Guerre mondiale, lorsqu'elle sert de prison pour les résistants toulousains. Après la guerre, les bâtiments de la prison et la tour, dévolus à une école d'ingénieurs, sont aujourd'hui au cœur d'une vaste opération immobilière qui vise à remettre en valeur les éléments anciens de la tour et des remparts.
Rare témoignage du rempart romain qui ceinturait la Toulouse romaine et du développement du système défensif de la ville au Moyen Âge, la tour des Hauts-Murats est protégée au titre des monuments historiques depuis 1925. Une nouvelle inscription en 1995 est venue compléter et renforcer cette protection.

## Histoire

### Antiquité
Au Ier siècle, vraisemblablement en l'an 30, la colonie romaine de Toulouse est dotée de plusieurs édifices publics importants. C'est à cette époque qu'un premier rempart est construit pour protéger la cité gallo-romaine. La Porte narbonnaise, au sud, en est l'entrée la plus imposante et la plus monumentale. Depuis la porte, le rempart se poursuivait vers l'est, suivant le tracé en arrière de 15 mètres de l'actuelle rue des Fleurs. Il semble que le rempart ait été renforcé au IVe siècle par la construction de tours circulaires, telles que celle qui est plus tard connue comme la tour des Hauts-Murats.

### Moyen Âge
La croisade des Albigeois, à partir de 1210, affecte gravement le comté de Toulouse, et particulièrement la ville de Toulouse même. En 1215, le chef des croisés, Simon de Montfort, qui s'est approprié le comté tenu par Raimond VI, ordonne la destruction du rempart de la ville et le comblement du fossé qui l'entoure. La tour gallo-romaine est alors réduite à seulement 3 mètres de hauteur. Le rempart est reconstruit seulement deux ans plus tard par les Toulousains révoltés contre Simon de Montfort, mais il doit être à nouveau démantelé après le traité de Meaux-Paris de 1229 conclu par le roi de France, Louis IX, et le comte de Toulouse, Raimond VII. 
En 1346, les conflits de la Guerre de Cent Ans entre le roi de France et le roi d'Angleterre touchent le Languedoc et les institutions toulousaines décident la construction d'une nouvelle muraille. Il ne s'agit cependant que d'une muraille en terre battue. Les vieilles tours gallo-romaines, dont la tour des Hauts-Murats, se trouvent en arrière du nouveau rempart : il n'est alors pas question de leur donner une vocation militaire ou défensive, et la tour des Hauts-Murats conserve alors son rôle de prison. 
C'est probablement à ce moment qu'elle devient une prison et reçoit son nom de « Aumurats » ou « Hauts-Murats ».

### Période moderne
Au XVIe siècle est entreprise la reconstruction du rempart avec des matériaux plus solides. La nouvelle muraille mesure six mètres de haut et fait presque un mètre et demi d'épaisseur. Dépourvue de tours, elle est cependant flanquée d'échauguettes. 

### Époque contemporaine
Au XIXe siècle, la vieille prison des Hauts-Murats est profondément transformée. La place des Hauts-Murats est aménagée après la destruction d'un immeuble appartenant à la famille Furgole et un long bâtiment est construit entre la tour des Hauts-Murats et la tour de la Sénéchaussée. Il devient le siège, avec la tour des Hauts-Murats, de la prison militaire. 
Pendant la Seconde Guerre mondiale, la prison reçoit des résistants et, pendant la guerre d'Algérie, des insoumis. En 1964, l'Institut national polytechnique de Toulouse (INPT) s'installe dans les bâtiments de la prison Furgole. Il les quitte cependant au début des années 2000. 
L'ensemble est dévolu en 2009 à l'association Habitat et Humanisme (H&H), consacrée à l'accompagnement des personnes à faibles ressources et en situation de grand isolement. Avec l'aide de la société HLM Les Chalets, elle entend développer un projet immobilier autour de ce site recherché pour son emplacement, en bordure des allées Jules-Guesde qui ont bénéficié d'une rénovation depuis l'arrivée du tramway T1 en décembre 2013. Le but est de réaliser une vingtaine de logements HLM gérés par la société Les Chalets, une Maison-relais d'une vingtaine de logements pour l'association H&H et une crèche. Ce projet implique la démolition d'une partie des constructions existantes, mais aussi la préservation des éléments les plus anciens, en s'efforçant de les mettre en valeur, en rendant plus lisible leur présence au milieu des constructions voisines. Le coût des travaux de réhabilitation des monuments historiques et les fouilles archéologiques ont cependant considérablement ralenti cet ambitieux programme.
En avril 2013, les bâtiments vides sont brièvement occupés, pendant quelques semaines, par une trentaine de personnes soutenues par les mouvements de la CREA (Campagne de réquisition, d’entraide et d’autogestion) et de la campagne Zéro personne à la rue.
En 2018, des fouilles archéologiques sont enfin menées par le service d'archéologie de Toulouse Métropole, avant le début effectif des travaux. Mais en janvier 2019, à la suite de la tempête Gabriel, une partie du rempart médiéval s'effondre du côté des allées Jules-Guesde.

## Description

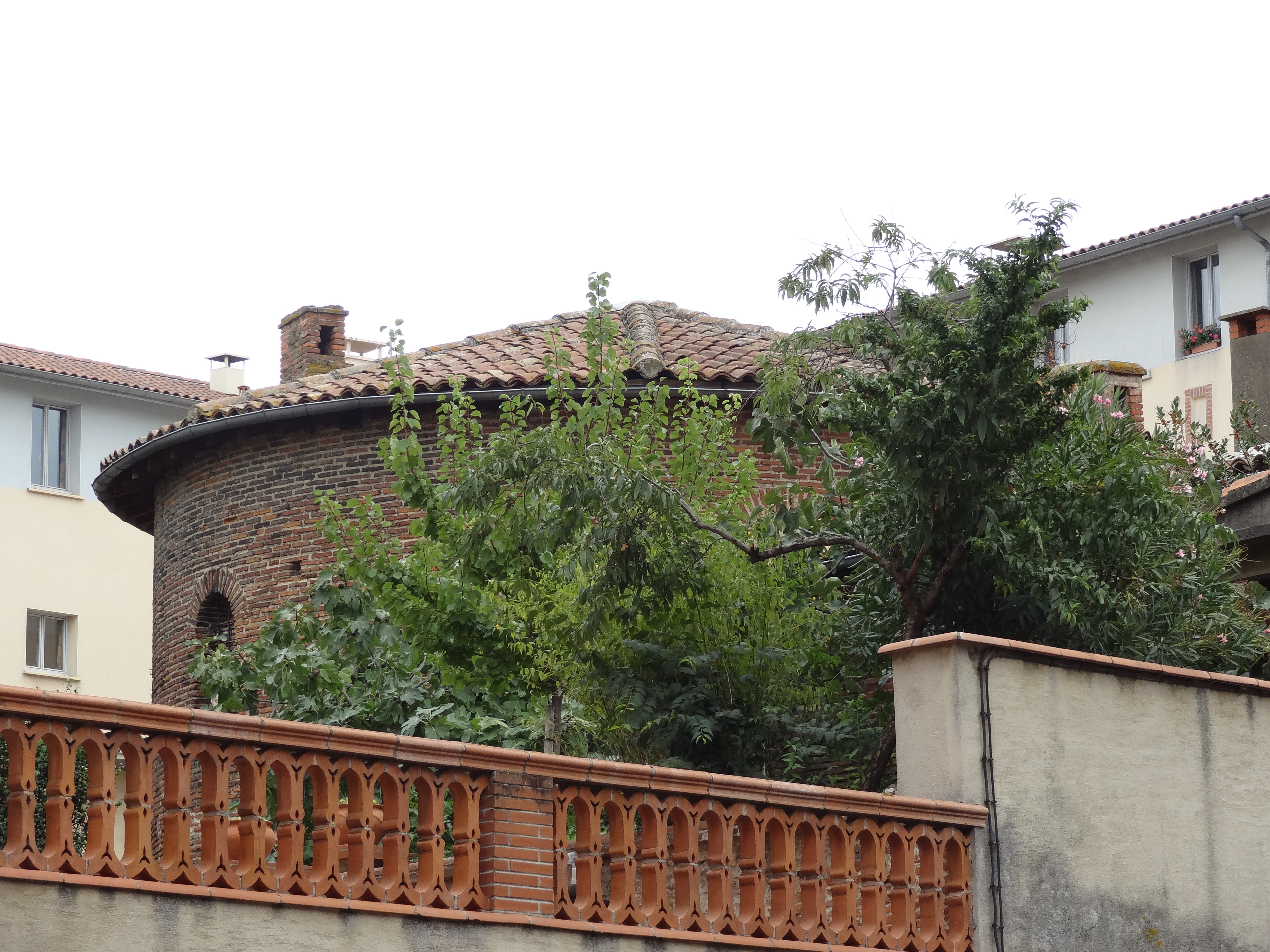
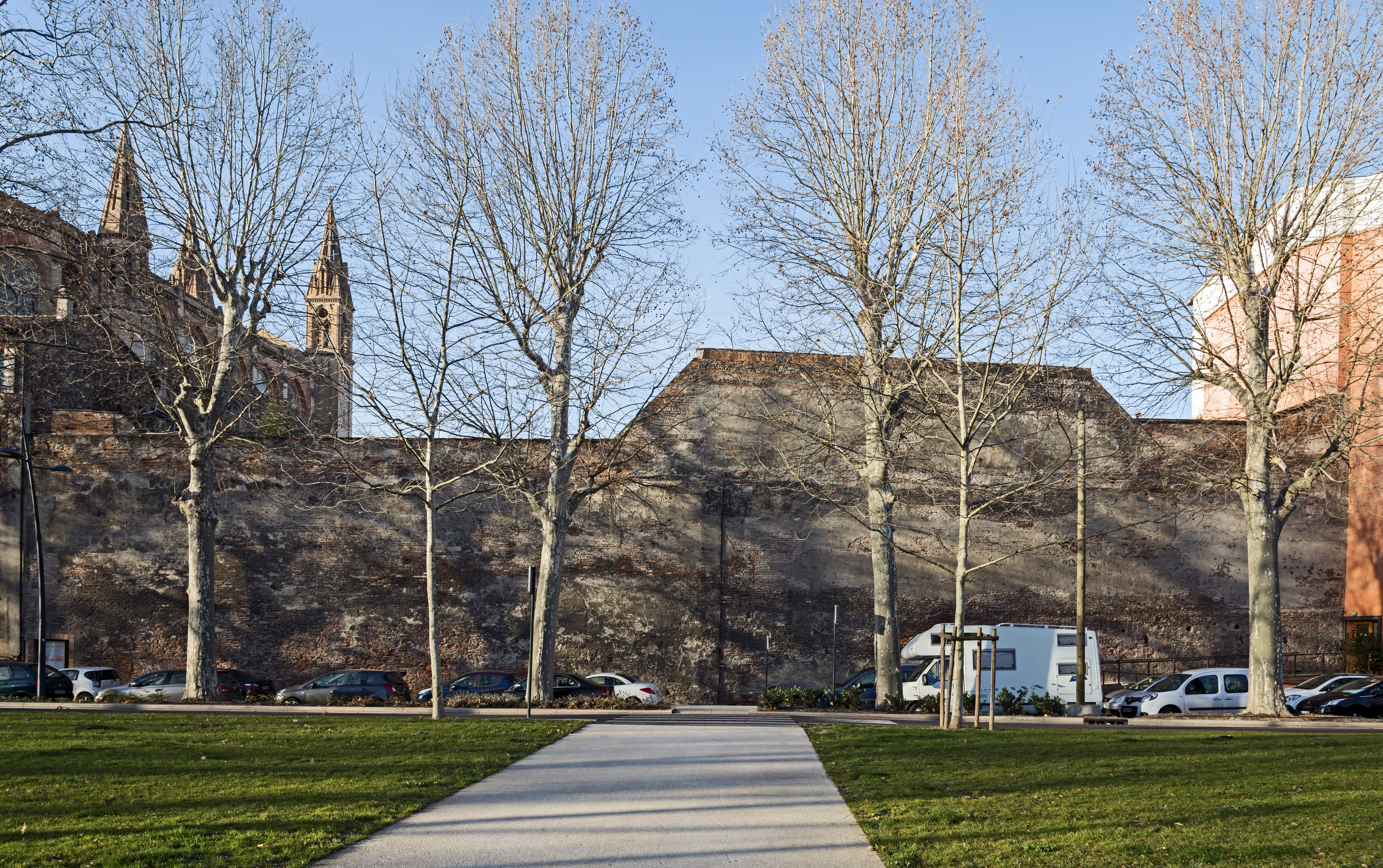